# Henric al VI-lea de Palatinat
Henric al VI-lea (supranumit cel Tânăr) (n. cca. 1196- d. 16 sau 26 aprilie 1214), membru al casei de Welf, a devenit conte palatin al Rinului între 1212 și 1214.
Henric a fost unicul fiu al contelui Henric al V-lea de Palatinat cu Agnes, fiică a contelui Conrad de Palatinat.
Henric a crescut la curtea unchiului său, regele Ioan Fără de Țară al Angliei, după care a revenit în Germania în 1211/1212. Din motive politice, tatăl lui Henric a abdicat de la conducerea Palatinatului în favoarea sa în 1212.  
În 1212, Henric al VI-lea s-a căsătorit cu Matilda de Brabant (d. 1267), fiica ducelui Henric I de Brabant și de Lotharingia Inferioară.
La adunarea imperială din noiembrie 1212 din Aachen, Henric a luat partea unchiului său, Otto al IV-lea de Braunschweig. Cu toate acestea, după puțină vreme, el a trecut în tabăra adversă lui Otto al IV-lea, în favoarea celei a lui Frederic al II-lea de Hohenstaufen. 
Henric a murit fără a avea copii în 1214, fiind înmormântat în abația Schönau din apropiere de Heidelberg.  În poziția de conte palatin a fost succedat de către cumnatul său, ducele Ludovic I de Bavaria.